# Sentimental (chanson)
Singles de Johnny Hallyday
Nous les gars, nous les filles
(1961) Tutti Frutti
(1961)
Singles de Eddy Mitchell
Tu n'as rien de tout ça
(1963) Pas de chance
(1964)
Sentimental ou Sentimentale est l'adaptation française par Michel Emer de la chanson américaine (You're So Square) Baby I Don't Care (en), rendue célèbre par Elvis Presley, en 1957, dans le film Jailhouse Rock.
Sentimental enregistré par Johnny Hallyday, en 1961, est diffusée en super 45 tours puis sur le 33 tours Tête à tête avec Johnny Hallyday.
En 1963, Eddy Mitchell sur son deuxième album solo Eddy in London, enregistre une reprise du titre (cette fois) orthographiée Sentimentale.

## La chanson
L'adaptation du parolier Michel Emer est fidèle au thème original de (You're So Square) Baby I Don't Care (en), qui évoque un garçon en phase avec les gouts de son époque. Il aime les danses nouvelles et le rock'n'roll et est amoureux d'une fille sentimentale qui délaisse tout cela. Tous à priori les séparent, mais il se moque de ces différences et des railleries des copains, car l'amour est le plus fort.
« T'aimes pas les nouvelles danses

Ni les films de suspense

T'aimes qu'on s'installe dans un petit jardin

Tout seuls la main dans la main

Sentimentale, mais moi ça m'est égal

[...]

Tu ne connais pas le moindre pas nouveau

Ni le rock'n'roll ni même le calypso

Ton cœur danse une valse

Une valse à trois temps

Tous mes amis crient au scandale

[...]

Tu es sentimentale

Vraiment comme on ne l'est pas

Mais on peut dire tout ce qu'on voudra

Jamais personne ne m'aimera

Sentimentale

D'un grand amour comme ça »
(Texte Michel Emer, extraits)

## Autour de la chanson
La version d'Eddy Mitchell, plus proche de celle de Buddy Holly que de celle d'Elvis, est enregistrée à Londres au studio Pye, avec Big Jim Sullivan et le London All Stars :
- Batterie : Bobby Graham
- Guitare solo : Big Jim Sullivan
- Guitare rythmique : Vic Flick
- Basse : Alan Weighel
- Piano : Redge Guest

## Discographie

### Johnny Hallyday
1er mars 1961 :
- 45 tours promotionnel Vogue 45-825[4] : Ton fétiche d'amour, Sentimental.
- super 45 tours Vogue EPL 7834[4] : 24 000 baisers, Tu es là, Ton fétiche d'amour, Sentimental[5].

31 juillet 1961 :
- 33 tours 25 cm Vogue LD 549[6] : Tête à tête avec Johnny Hallyday.

- En 1982, Johnny Hallyday réenregistre l'ensemble des chansons publiées entre 1960 et 1961 par Vogue : Version 82.

### Eddy Mitchell
novembre 1963 :
- super 45 tours Barclay 70602[7] : Sentimentale, Belle Honey, Bluejean Bop, Comment vas-tu mentir[8].

décembre 1963 :
- 33 tours 30 cm Barclay 80207[7] : Eddy in London.
- 45 tours promotionnel Barclay 60395[7] : Sentimentale, Te voici.